# Wilkes-Barre

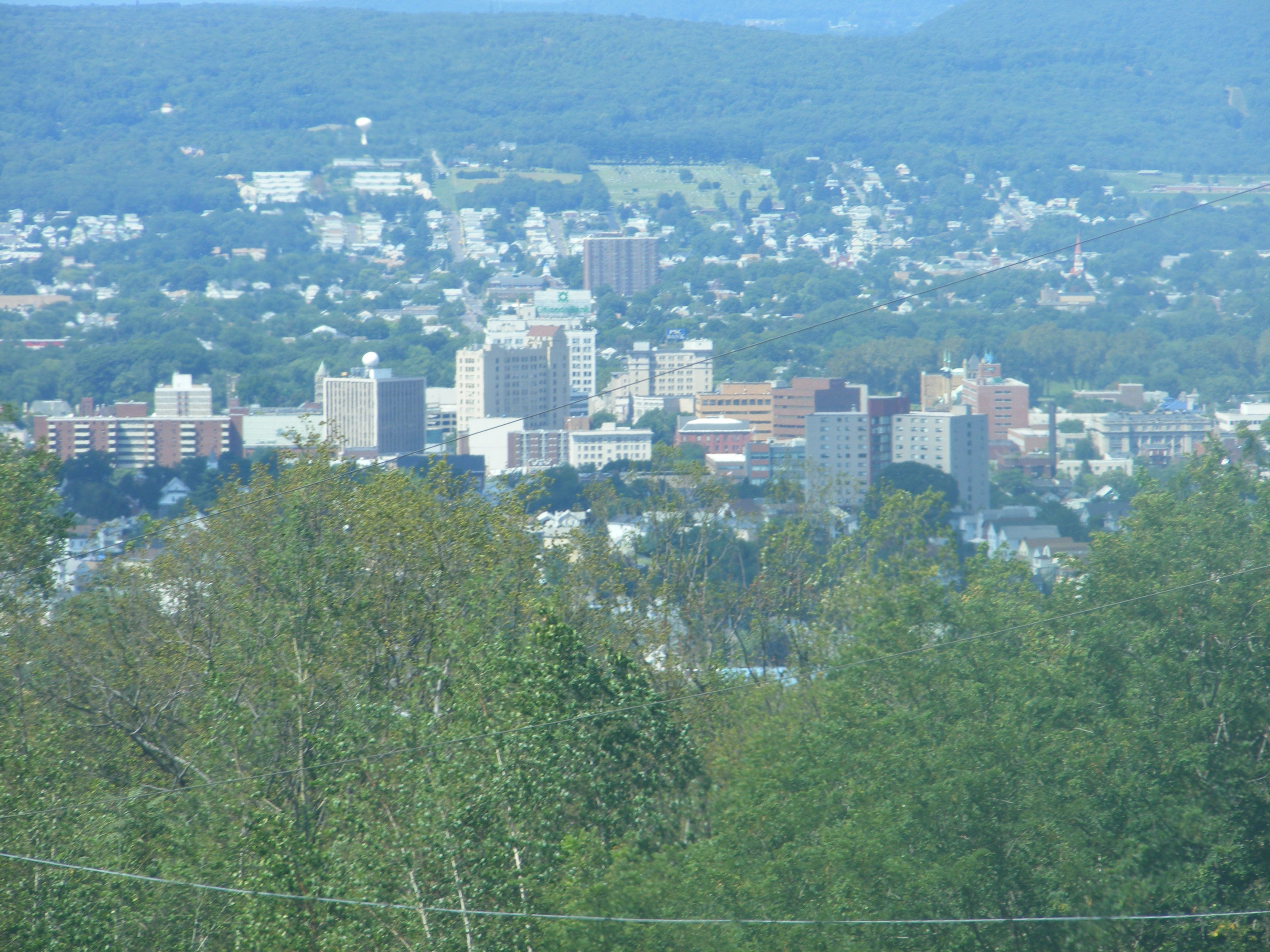
Widok na miasto z Góry Giants Despair

Wilkes-Barre – miasto w Stanach Zjednoczonych, w hrabstwie Luzerne, w stanie Pensylwania, nad rzeką Susquehanna, w zespole miejskim Scranton–Wilkes-Barre. W 2019 r. według spisu ludności miasto miało 40 766 mieszkańców.
W mieście rozwinął się przemysł obuwniczy, szklarski, meblarski, metalowy, lotniczy oraz elektroniczny.

## Sport
- Wilkes-Barre/Scranton Penguins – klub hokejowy